# 集団生活
集団生活（しゅうだんせいかつ）とは主に教育の文脈で用いられる日本独自の概念。日本の「集団生活」に相当する訳語、概念は英語圏には存在しない。直訳するとGroup livingであるが、主に動物行動学と進化生物学の用語である。先進国では集団の生活とはボーイスカウト、寮生活、軍隊生活、老人ホームなどの施設生活、ルームシェアなどの24時間寝食を共にする生活を意味するものであり、学校空間の活動を集団生活とは表現しない。